# Nu-ți fie frică de întuneric
Nu-ți fie frică de întuneric (titlu original: Don't Be Afraid of the Dark) este un film american supranatural din 2010 regizat de Troy Nixey (debut regizoral) și scris de Guillermo del Toro și Matthew Robbins. Rolurile principale au fost interpretate de actorii Katie Holmes, Guy Pearce și Bailee Madison ca o familie care se mută într-un conac din secolul al XIX-lea din Rhode Island, unde fiica retrasă (Sally) începe să fie martoră la creaturi răuvoitoare care ies dintr-o groapă de cenușă sigilată din subsolul casei. Jack Thompson, Alan Dale, Garry McDonald și Julia Blake joacă în roluri secundare. Este un remake al filmului ABC din 1973, realizat pentru televiziune, cu același nume, regizat de John Newland.

## Distribuție
- Bailee Madison - Sally Hurst
- Katie Holmes - Kim Raphael
- Guy Pearce - Alex Hurst
- Jack Thompson - William Harris
- Alan Dale - Charles Jacoby
- Trudy Hellier - Evelyn Jacoby
- Julia Blake - Mrs. Underhill
- Garry McDonald - Emerson Blackwood
- Nicholas Bell - Psychiatrist
- James Mackay - Librarian
- Emelia Burns - Caterer
- Grant Piro, Dylan Young, Guillermo del Toro, Todd Macdonald, și Angus Smallwood (vocile creaturilor)